# Айширак
Айшира́к (каз. Айшырақ) — село у складі Жанааркинського району Улитауської області Казахстану. Входить до складу Актауського сільського округу.
Населення — 20 осіб (2021; 106 у 2009, 150 у 1999, 150 у 1989).
Національний склад станом на 1989 рік:
- казахи — 100 %.